# Купри, Эдуард Иосифович
Эдуа́рд Ио́сифович Ку́при (1 февраля 1928 — 23 марта 2013) — советский полярный капитан. В качестве капитана дизель-электрохода «Обь» совершил более 15 походов к Антарктиде, начиная с высадки первой Советской Антарктической Экспедиции и основания антарктической станции Мирный.

## Биография
Родился в деревне Карсаково (ныне Струго-Красненского района Псковской области). Эстонец по происхождению.
В 1948 году окончил Архангельское мореходное училище, получив квалификацию техника-судоводителя и штурмана дальнего плавания. Работал четвёртым, третьим, вторым помощником капитана. С 1954 года — старший помощник капитана ледореза «Фёдор Литке» Мурманского морского пароходства. С 1956 года — старший помощник на дизель-электроходе «Днепрогэс», с 1959 года — на дизель-электроходе «Лена».
В 1963 году окончил Ленинградское высшее инженерно-морское училище имени С. О. Макарова. С того же года — капитан теплохода «Якан», дизель-электрохода «Индигирка», теплохода «Сыктывкар». С 1965 года — капитан дизель-электрохода «Обь», с 1971-го — теплохода «Павлик Ларишкин», с 1978-го — теплохода «Пётр Великий».
В 1988 году вышел на пенсию. Проживал в Санкт-Петербурге. Участник шести рейсов в Антарктиду. Обладатель приза «Золотая трость» (1974).
Награждён орденом Трудового Красного Знамени (1971), медалью «За доблестный труд» (1970), нагрудным знаком «За безаварийную работу в течение 15 лет» (1980). Почётный полярник (1964).
Скончался 23 марта 2013 года на 86-м году жизни.

## Интересные факты
Большой портрет капитана Купри был дан в книге Владимира Марковича Санина «Новичок в Антарктиде»:

Каждый, кто плавал на «Оби», знает: дверь каюты капитана почти всегда открыта! Ни на одном корабле я этого не видел, а на «Оби» — каждый день. Дверь открыта, за столом сидит Купри, углубившись в бумаги, и вы можете либо просто, не заходя, поздороваться с ним, либо зайти и пожать ему руку. Казалось бы, что в этом особенного, а впечатление производит большое. Ведь капитан на корабле — высшая инстанция, человек, наделённый абсолютной властью! И каждого входящего капитан примет, с каждым поговорит. Высоко ценят на «Оби» этот традиционный демократизм капитана. И не только его: распахнуты двери кают первого и старшего помощников, смело входи, если у тебя есть дело. И с тобой, кто бы ты ни был, матрос второго класса или доктор наук, поговорят весело и доброжелательно.